# サイバーパンクからの派生
サイバーパンクからの派生（サイバーパンクからのはせい）では、スペキュレイティブ・フィクションにおけるサイバーパンクからの派生サブジャンルのうち、別個のサブジャンルとして確立していると認識されているものを解説する。これらの派生サブジャンルはサイバーパンクの中心であるコンピュータなどのITの進歩とは関係ないものがほとんどで、サイバーパンクの別の面を引き継いでいるものが多い。すなわち、1つの特定のテクノロジーを高度に洗練されたレベルに外挿して世界を構築したり（ファンタジー的な場合もあるし、レトロフューチャーと呼ばれるアナクロ的な場合もある）、トランスリアリズム的な都市を描いたり、何らかの社会的主題を描いたりする。
全てではないが、ここで扱うサブジャンルの多くは、“-パンク”が名称の末尾に付く。これは、サイバーパンクやスチームパンクなどと同じかばん語生成法である。一方、そのような語で単にファンダムを表したり、マーケティング用語として使われる場合もある。

## サイバーパンク
「サイバーパンク」という用語は、アメリカの作家ブルース・ベスキが1980年の短編小説の題名として使ったのが最初であり、情報化時代特有の洞察に影響を受けたパンク世代を指す用語として提案したものである。この用語がすぐさま、ウィリアム・ギブスン、ブルース・スターリング、ジョン・シャーリー、ルーディ・ラッカー、マイクル・スワンウィック、パット・キャディガン、ルイス・シャイナー、リチャード・キャドリー といった作家の作品の総称として使われるようになった。SF作家でもあり、ファンジン編集者でもある Lawrence Person はポストサイバーパンクを定義する過程で、サイバーパンクの特徴を次のようにまとめた。
古典的なサイバーパンクの登場人物は時代から取り残され、たいていディストピア的な未来社会の周辺に住んでいる。その世界は急速なテクノロジーの進歩や、コンピュータ化された情報網の遍在化や人体改造といったものが日常生活に影響を及ぼしている社会である。
パンクというサブカルチャーのジャンルとしてサイバーパンクを位置づけることには議論の余地があり、特にサイバーパンクの定義が定まっていないことが問題である。例えば、サイバーゴスというムーブメントはサイバーパンク小説とテーマを共有しつつパンクやゴスなどの影響を受けているが、より一般的なサイバーカルチャーは定義がさらに曖昧で、仮想共同体やサイバースペースといった概念を含み、未来への楽観的期待を含んでいる。それにもかかわらずサイバーパンクは成功したジャンルと見なされており、多くの新たな読者を惹きつけ、ポストモダン文芸評論家が好むようなムーブメントを形成した。さらに作家デイヴィッド・ブリンは、サイバーパンクがSFをより魅力的にし、主流のメディアやビジュアルアート一般でも扱えるような高収益なものにしたと主張している。

### ポストサイバーパンク
新たな作家やアーティストがサイバーパンクのアイデアで実験を始め、本来のサイバーパンク小説に浴びせられた批判にも何らかの対処をした新たな分野の小説が生まれてきた。Lawrence Person はスラッシュドットに投稿したエッセイの中で次のように書いている。
1980年代に小説を読んで育った新たな作家が、小説を出版し始めている。彼らにとってサイバーパンクはSFの革命でもSFを侵略する余所者でもなく、単なるSFの一種に過ぎない。1970年代から80年代の作家がニュー・ウェーブを生み出したイデオロギーを知ることなくその技法を吸収したのと同様、今日の新たな作家はアシモフの《ファウンデーション》シリーズやジョン・ブラナーの Stand on Zanzibar やラリー・ニーヴンの『リングワールド』を読み、続けざまに『ニューロマンサー』を読んでも不連続性は感じず、むしろ連続性を感じたかもしれない。
Person のエッセイは「ポストサイバーパンク (Postcyberpunk)」という言葉をそのような作家の作品を指す用語として提唱したものである。この観点では、ポストサイバーパンクは遍在化したコンピュータネットワークとサイバネティックス的な人間強化がやはり登場するが、描かれる社会はディストピアとは限らない。例えば、ニール・スティーヴンスンの『ダイヤモンド・エイジ』やブルース・スターリングの『ホーリー・ファイヤー』が相当する。テレビアニメ『攻殻機動隊 STAND ALONE COMPLEX』は「今最も興味深いポストサイバーパンクのメディア作品」と評された。2007年、SF作家のジェイムズ・パトリック・ケリーとジョン・ケッセルは Rewired: The Post-Cyberpunk Anthology というアンソロジーを出版した。SFに含まれるとされる他のサブジャンルと同様、ポストサイバーパンクの境界線は流動的で間違った定義をされる可能性がある。
「サイバープレップ (Cyberprep)」は、ポストサイバーパンクとよく似た用語である。これは「サイバネティックス」と「プレッピー」を組み合わせたかばん語で、サイバーパンクのパンク的要素から離れていることを表している（プレッピーは「金持ちの坊ちゃん、嬢ちゃん」といった意味がある）。サイバープレップの世界では、サイバーパンクで予測されたようなテクノロジーの進歩は全てあるものとして扱うが、よりハッピーな生活が描かれる。レジャーが社会の中心であり、精神転送は芸術や娯楽の手段として使われ、身体改造はスポーツや楽しみのために行われている。

## テクノロジー別の派生

### バイオパンク
「バイオパンク (Biopunk)」は1990年代に生まれたサブジャンルで、バイオテクノロジーの革新が21世紀前半に人類に大きな影響を及ぼすという推測の下にそのアンダーグラウンド的側面を描くものである。全体主義的政府や巨大企業がバイオテクノロジーを悪用して社会制御や搾取を行っている社会で、個人やグループ（例えば人体実験で生み出され製品とされた人々）の苦闘を描く。サイバーパンクとは異なり、ITではなく合成生物学に基づいて未来を描いている。ポストサイバーパンクと同様、人々は人体改造や人間強化を施しているが、それはいわゆるサイバーな機械の埋め込みではなく、遺伝子操作によるものである。

### スチームパンク
サイバーパンクの広がりと共に、テクノロジーとその社会への影響をサイバーパンクとは別の観点で描こうとするSFのサブジャンルが生まれた。スチームパンクはその中でも特に目立った動きである。当初はサイバーパンクをそのまま19世紀に舞台を移したようなもので、古めかしいヴィクトリア朝のテクノロジーとサイバーパンクの寒々しい「フィルム・ノワール」的世界観を組み合わせたものだったが、徐々にディストピア的性質は薄れていった。
「スチームパンク」という呼称はサイバーパンクから連想した洒落として1987年に生まれ、ティム・パワーズ、ジェイムズ・P・ブレイロック、K・W・ジーターらの作品を指して使われたが、ギブスンとスターリングの『ディファレンス・エンジン』が登場すると、真面目な用語として定着した。アラン・ムーアとケヴィン・オニールの1999年のコミック『リーグ・オブ・エクストラオーディナリー・ジェントルメン』（および2003年の映画版）はスチームパンクというジャンルを一般に広めるのに貢献し、主流へと押し出すのに一役買った。
スチームパンクのファンのコミュニティはこれをサブカルチャーとして形成し、ファッションや室内装飾や音楽もスチームパンク風を好んで採用する。このムーブメントは（より正確には）「ネオヴィクトリアン (Neo-Victorian)」とも呼ばれ、現代の感覚とテクノロジーをヴィクトリア朝の審美的原則と組み合わせたものである。この傾向は特にファッションによく現れており、パンクとゴスとリベットを合成し、ヴィクトリア朝のフィルターを通したようなスチームパンク風ファッションが生まれた。また、現代の機器を改造して擬似ヴィクトリア朝風のスチームパンク的外見にする職人もいるが、こちらの特徴は様々である。そのような再設計の目標は、（真鍮や鉄や木など）ヴィクトリア朝で一般的だった材質を使い、ヴィクトリア朝風の設計要素と技巧を施すことである。

### クロックパンク
「クロックパンク (Clockpunk)」はガープスが生み出した用語である。スチームパンクとよく似た設定の小説を指すこともあるが、使用しているテクノロジーがスチームパンクとは異なる。スチームパンクが名前の通り蒸気機関のある産業革命時代を舞台とするのに対して、クロックパンクはもっと前のテクノロジーであるゼンマイを使った時計仕掛けを描く。ジェイ・レイクの Mainspring、S.M. Peters の Whitechapel Gods が例として挙げられる。クロックパンクと呼ばれる小説はスチームパンクとテーマやスタイルを共有しており、スチームパンクのサブジャンルと見なすべきである。

### ディーゼルパンク

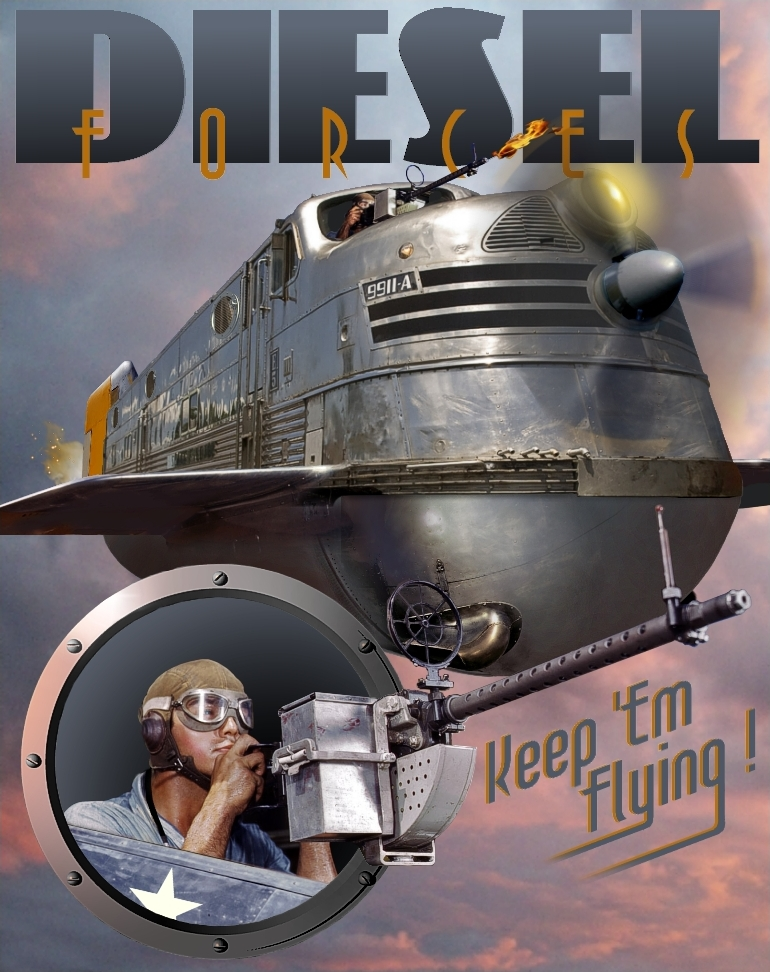
ディーゼルパンクのイメージ

「ディーゼルパンク (Dieselpunk)」はロールプレイングゲーム Children of the Sun の制作者が提案したサブジャンルで、スチームパンクに似ているが20世紀中葉のパルプ・マガジンの影響を受けており、ディーゼル燃料（軽油）がエネルギー源として使われている設定で、そういう意味ではスチームパンクよりも現代に近い。なおディーゼルエンジンに限らずガソリンエンジンを含む内燃機関一般が使われている作品もある。
『ロケッティア』、『スカイ・クロラシリーズ』、『マッドマックス 怒りのデス・ロード』、『レイダース/失われたアーク《聖櫃》』、『スカイキャプテン ワールド・オブ・トゥモロー』、『Return to Castle Wolfenstein』などがディーゼルパンク作品とされている。

## SF以外での派生
スチームパンクの一般概念に基づいていくつかの枝分かれした用語が存在した。これらは一般に通用したとは言い難く、ユーモアを込めて読者や作者が使ったものがほとんどである。
ロールプレイングゲームのガープスではこの種の用語を多数生み出しており、ストーンパンク (stonepunk)、ブロンズパンク (bronzpunk)、キャンドルパンク (candlepunk)、トランジスタパンク (transistorpunk)、アトミックパンク (atomicpunk) などがある。これらの用語はガープス以外ではほとんど使われない。
エルフパンク (Elfpunk)
アーバン・ファンタジー（現代の都会を舞台にしたファンタジー）のサブジャンルとして提案されているもので、フェアリーやエルフを現代の都会に登場させるような物語を指す。2007年の全米図書賞の授賞式で、審査員の Elizabeth Partridge はエルフパンクとアーバン・ファンタジーの違いについてホリー・ブラックの作品について審査員 Scott Westerfeld が言ったことを引用して説明した。それは、「（ホリー・ブラックの作品は）典型的なエルフパンクだ。既に十分な想像上の生き物がいて、彼女はそれらを使っている。一方で、アーバン・ファンタジーでは全く新たな生き物を作り出すことができる」というものである。
ミスパンク (Mythpunk)
神話小説のサブジャンルを意味し、キャサリン・M・ヴァレンテは「ミスパンク」という言葉を、神話や伝説を起点としてポストモダンのファンタジー技法要素（アーバン・ファンタジー、告白詩、一直線でないストーリー展開、言語的遊び、世界構築、学術的ファンタジーなど）を取り入れた思弁小説と定義した。ミスパンク作家と言われている作家としてはヴァレンテの他に、エカテリーナ・セディア、セオドラ・ゴス、ソーニャ・ターフェらがいる。
スプラッタパンク (Splatterpunk)
David J. Schow が1980年代中ごろにプロビデンスで開催されたワールド・ファンタジー・コンベンションで使った用語。ホラー小説のサブジャンルであり、流血シーンを鮮明に残虐に描くことを特徴とする。ボディホラーと呼ばれるジャンルと重複する。1980年代から1990年代にかけて一部で好んで使われたが、現在ではあまり使われていない用語である。